# Бояро-Лежачи
Боя́ро-Лежачи́ (укр. Бояро-Лежачі) — село, Бояро-Лежачевский сельский совет, Конотопский район, Сумская область, Украина. Ранее село входило в состав Путивльского района.
Является административным центром Бояро-Лежачевского сельского совета, в который, кроме того, входят сёла Дорошовка, Кружок и Ровное.

## Географическое положение
Село Бояро-Лежачи находится на правом берегу реки Сейм,
выше по течению на расстоянии в 3,5 км расположено село Дорошовка,
ниже по течению на расстоянии в 2,5 км расположено село Мануховка,
на противоположном берегу — село Рыжевка (Белопольский район).
Река в этом месте извилистая, образует лиманы, старицы и заболоченные озёра.
Рядом с селом проходит граница с Россией, на российской стороне находятся посёлок городского типа Тёткино и село Попово-Лежачи.

## История
В датированной 1615 годом грамоте упоминалась Лежетцкая волость, в которой находились бортные угодья Молчинского монастыря. Официальное упоминание о селе находится в переписной книге Подгородного стана Путивльского уезда за 1646 год, в которой, в частности, отмечается, что 2/3 села принадлежали помещикам Трифоновым.
Источником творения названия послужило то обстоятельство, что земли, на которых раскинулось село, принадлежали боярам (то есть лежали на боярах).
По данным на 1862 год в собственническом селе Бояро-Лежачи Путивльского уезда Курской губернии проживало 758 человек (373 мужчин и 385 женщин), насчитывалось 48 дворовых хозяйств, существовала православная церковь
В ходе Великой Отечественной войны селение находилось под немецкой оккупацией.
После провозглашения независимости Украины село оказалось на границе с Россией, здесь был оборудован пограничный переход, который находится в зоне ответственности Сумского пограничного отряда Восточного регионального управления ГПСУ.
Население по переписи 2001 года составляло 459 человек.
18 февраля 2015 года по распоряжению Кабинета министров Украины пограничный переход был закрыт.

## Население
Согласно переписи УССР 1989 года численность населения села составляла 662 человека, из которых 293 мужчины и 369 женщин.
По переписи населения Украины 2001 года в селе проживало 458 человек.

## Достопримечательности
- «Среднесеймский» — государственный ландшафтный заказник, площадь — 693 га, уникальные заливные природные комплексы реки Сейм с преимущественно луговой растительностью, заливными лесами и многочисленными водоёмами. Массив имеет большую водоохранную ценность. Место, где сохранилась выхухоль обыкновенная — вид, занесеный в международную Красную книгу. Тут растут реликтовый папоротник страусиное перо и коручка широколистая — вид, занесённый в Красную книгу Украины.